# Barátok és egyéb gubancok
A Barátok és egyéb gubancok (eredeti cím: Truth Be Told) 2015-ben futott amerikai televíziós filmsorozat, amelynek az alkotója D. J. Nash. Az írói DJ Nash, Aaron Shure, Nick Adams, Brenda Hsueh és David Regal, a rendezői Michael J. Shea, Ted Wass, Eric Dean Seaton és Pamela Fryman, a zeneszerzője Mateo Messina. A tévéfilmsorozat a Next Thing You Know Productions, a Will Packer Productions és az Universal Television gyártásában készült. Műfaját tekintve filmvígjáték-sorozat. Amerikában 2015. október 16. és 2015. december 25. között az NBC vetítette. Magyarországon a TV2 tűzte műsorára 2017. október 14-én.

## Szereplők

### Főszereplők
| Szereplő        | Színész             | Magyar hang   |
| --------------- | ------------------- | ------------- |
| Mitch           | Mark-Paul Gosselaar | Varga Gábor   |
| Tracy           | Vanessa Lachey      | F. Nagy Erika |
| Hudson          | Malcolm Barrett     |               |
| Avi Goldman     | Nelson Franklin     |               |
| Devorah Goldman | Beth Dover          |               |

### Mellékszereplők
| Szereplő  | Színész          | Magyar hang         |
| --------- | ---------------- | ------------------- |
| Russell   | Tone Bell        | Barabás Kiss Zoltán |
| Angie     | Bresha Webb      | Zakariás Éva        |
| Kimberly  | Antonimar Murphy | Csuha Bori          |
| Pénztáros | Judilin Bosita   | Dudás Eszter        |
| Vincent   | Brian Scolaro    | Bolla Róbert        |

## Epizódok
| #   | Eredeti cím                    | Magyar cím | Eredeti premier    | Magyar premier     |
| --- | ------------------------------ | ---------- | ------------------ | ------------------ |
| 1.  | Pilot                          |            | 2015. október 16.  | 2017. október 14.  |
| 2.  | Adult Conten                   |            | 2015. október 23.  | 2017. október 22.  |
| 3.  | Big Black Coffee               |            | 2015. október 30.  | 2017. október 29.  |
| 4.  | Psychic Chicken                |            | 2015. november 6.  | 2017. november 05. |
| 5.  | Members Only                   |            | 2015. november 13. | 2017. november 12. |
| 6.  | Guess Who's Coming to Decorate |            | 2015. november 20. | 2017. november 19. |
| 7.  | The Ecosystem                  |            | 2015. december 4.  | 2017. november 26. |
| 8.  | Love Thy Neighbor              |            | 2015. december 11. | 2017. december 3.  |
| 9.  | The Tell-Tale Tacos            |            | 2015. december 25. | 2017. december 10. |
| 10. | The Wedding                    |            | 2015. december 25. | 2017. december 17. |